# Haidershofen
Haidershofen is een gemeente in de Oostenrijkse deelstaat Neder-Oostenrijk, gelegen in het district Amstetten (AM). De gemeente heeft ongeveer 3570 inwoners.

## Geografie
Haidershofen heeft een oppervlakte van 31,99 km². Het ligt in het centrum van het land, iets ten noorden van het geografisch middelpunt.

## Geboren
- Gregor Mühlberger (1994), Oostenrijks wielrenner

Allhartsberg · Amstetten · Ardagger · Aschbach-Markt · Behamberg · Biberbach · Ennsdorf · Ernsthofen · Ertl · Euratsfeld · Ferschnitz · Haag · Haidershofen · Hollenstein an der Ybbs · Kematen an der Ybbs · Neuhofen an der Ybbs · Neustadtl an der Donau · Oed-Öhling · Opponitz · Seitenstetten · Sonntagberg · Sankt Georgen am Reith · Sankt Georgen am Ybbsfelde · Sankt Pantaleon-Erla · St. Peter in der Au · St. Valentin · Strengberg · Viehdorf · Wallsee-Sindelburg · Weistrach · Winklarn · Wolfsbach · Ybbsitz · Zeillern
- Gemeinsame Normdatei: 4600162-1
- Virtual International Authority File: 237453713
- WorldCat: E39PBJgxpGpYwJQ4QkwYcXf6rq